# Puchar Wysp Owczych w piłce nożnej (1955)
Turniej pucharowy na Wyspach Owczych rozegrano po raz pierwszy w roku 1955. Brały w nim wówczas udział jedynie drużyny z pierwszej klasy rozgrywek na archipelagu. Finał zakończył się wynikiem, dającym zwycięstwo drużynie HB Tórshavn nad KÍ Klaksvík. Stołeczny klub został więc pierwszym w historii zdobywcą Pucharu Wysp Owczych. Turniej miał dwie fazy:
- Runda wstępna
- Finał

## Uczestnicy
W Pucharze Wysp Owczych wzięły udział drużyny z najwyższego poziomu rozgrywek na archipelagu.
| Meistaradeildin 1955 4 drużyny                           |
| - B36 Tórshavn - HB Tórshavn - KÍ Klaksvík - TB Tvøroyri |

## Terminarz
| Runda         | Data meczu      |
| ------------- | --------------- |
| Runda wstępna | 19 czerwca 1955 |
| Finał         | 3 lipca 1955    |

## Przebieg rozgrywek

### Runda wstępna
| Drużyna 1       | Wynik | Drużyna 2    |
| --------------- | ----- | ------------ |
| 19 czerwca 1955 |       |              |
| TB Tvøroyri     | 1:2   | HB Tórshavn  |
| KÍ Klaksvík     | 3:1   | B36 Tórshavn |

| 19 czerwca 1955 | TB Tvøroyri | 1:2   | HB Tórshavn                     |                                                     |
|                 | Hans Strøm  | (1:0) | Eivin Dam · Jákup Luth. Joensen | Sevmýri Tvøroyri Sędzia: Mortan Mørk (B36 Tórshavn) |

| 19 czerwca 1955 | KÍ Klaksvík | 3:1   | B36 Tórshavn    |                                                 |
|                 |             | (0:0) | Tobbi Mikkelsen | við Djúpumýrar Klaksvík Sędzia: Ejler Jørgensen |

### Finał
| 3 lipca 1955 14:00 WEST | HB Tórshavn · Brynjer Gregoriussen 6' · Venna Mortensen 14' · Eivin Dam 75' | 3:1(2:1)Raport | KÍ Klaksvík · 3' Zakaris Lydersen | Gundadalur, Tórshavn |
|                         |                                                                             |                |                                   |                      |

|    |   |                        |
|    |   |                        |
| BR | ? | Petur Sigurð Rasmussen |
| OB | ? | Birgir Hansen          |
| OB | ? | Jógvan Johansen        |
| OB | ? | Marius Johan Jensen    |
| OB | ? | Ólavur Lambaa          |
| OB | ? | Jákup Luth. Joensen    |
| PO | ? | Brynjer Gregoriussen   |
| PO | ? | Dánjal Mortensen       |
| PO | ? | Kjartan Festirstein    |
| NA | ? | Eivin Dam              |
| NA | ? | Venna Mortensen        |

|    |   |                  |
|    |   |                  |
| BR | ? | Karl Isaksen     |
| OB | ? | Herman Dahl      |
| NA | ? | Zakaris Lydersen |

| Zdobywca Pucharu Wysp Owczych 1955 |
| ---------------------------------- |
| HB Tórshavn 1. tytuł               |